# Patricia Collinge
Patricia Collinge, född 20 september 1892 i Dublin, Irland, död 10 april 1974 i New York, USA, var en irländsk-amerikansk skådespelare. Hon var först och främst scenskådespelare och uppträdde på teatrar i såväl Storbritannien som USA. Hon medverkade bara i en handfull filmer och TV-produktioner.

## Filmografi
- 1941 – Kvinnan utan nåd
- 1943 – Skuggan av ett tvivel
- 1943 – Kärlekskamrater
- 1944 – Casanova ordnar allt
- 1951 – Teresa
- 1952 – Washington Story
- 1959 – Nunnan